# Rigné (Deux-Sèvres)
Pour les articles homonymes, voir Rigné.
Rigné est une ancienne commune du centre-ouest de la France, située dans le département des Deux-Sèvres (région Nouvelle-Aquitaine). Depuis 1973, la commune de Rigné est rattachée à Mauzé-Thouarsais.
Ses habitants sont appelés les rignéens et les rignéennes.

## Géographie

### Localisation
La commune de Rigné se situe au nord du département des Deux-Sèvres, à environ 7 kilomètres au sud-ouest de Thouars.

### Hydrographie
Rigné est arrosé par le ruisseau du Grollier, un affluent du Thouet.

## Toponymie
Le nom est attesté sous la forme latinisée villa Regniaco en 876.

## Histoire

### Époque moderne
Un inventaire du mobilier de Barnabé Fouschier, lieutenant et assesseur à Fontenay-le-Comte, atteste l'existence de Reigny en 1536.
Sur la carte de Cassini, le village est identifié sous le nom de Rigny.

### Époque contemporaine
Dans le cadre d'une association de communes, la commune de Rigné est rattachée à Mauzé-Thouarsais depuis le 1er janvier 1973 (arrêté préfectoral du 19 décembre 1972).
Le 1er janvier 2019, Mauzé-Thouarsais est absorbée par Thouars qui devient une commune nouvelle à la suite d'un arrêté préfectoral du 18 septembre 201830 octobre 2018. Cet arrêté acte aussi la suppression du statut de commune associée pour Rigné qui fait partie intégrante de la commune déléguée de Mauzé-Thouarsais.

## Population et société

### Démographie
| 1793 | 1800 | 1806 | 1821 | 1831 | 1836 | 1841 | 1846 |
| ---- | ---- | ---- | ---- | ---- | ---- | ---- | ---- |
| 271  | 229  | 232  | 267  | 292  | 343  | 307  | 296  |

| 1851 | 1856 | 1861 | 1866 | 1872 | 1876 | 1881 | 1886 |
| ---- | ---- | ---- | ---- | ---- | ---- | ---- | ---- |
| 275  | 244  | 269  | 274  | 287  | 312  | 306  | 323  |

| 1891 | 1896 | 1901 | 1906 | 1911 | 1921 | 1926 | 1931 |
| ---- | ---- | ---- | ---- | ---- | ---- | ---- | ---- |
| 341  | 330  | 309  | 304  | 299  | 305  | 307  | 341  |

| 1936 | 1946 | 1954 | 1962 | 1968 | - | - | - |
| ---- | ---- | ---- | ---- | ---- | - | - | - |
| 344  | 307  | 329  | 312  | 275  | - | - | - |

À compter de 1973, Rigné a fusionné avec Mauzé-Thouarsais. En 2014, la commune associée de Rigné comptait 489 habitants.

### Administration
| Période | Période | Identité                                 | Étiquette | Qualité |
| ------- | ------- | ---------------------------------------- | --------- | ------- |
| 1826    | 1848    | Ange Achille de Brunet, Comte de Neuilly | Royaliste |         |
| ?       | ?       | Tranquillin Debœuf                       |           | Tuilier |
| ?       | 1959    | Louis Olivier                            |           |         |
| 1959    | 1971    | Raoul Laurendin                          |           |         |
| 1971    | 1983    | Robert Nault                             |           |         |
| 1983    | 2001    | Roland Bichon                            |           |         |
| 2001    | ?       | Nicolas Debœuf                           |           |         |
| ?       | ?       | Liliane Richard                          |           |         |
| ?       | ?       | Ginette Folwel                           |           |         |
| ?       | ?       | Christine Renaud                         |           |         |

### École
La ville possède une école primaire publique. La construction de la première maison d'école remonte à 1876[réf. souhaitée]. Avant, les enfants de Rigné se rendaient à l'école à Thouars[réf. souhaitée].

## Patrimoine

### Faïencerie
Inspirées des faïences de Rouen et de Nevers, les faïences de Rigné existent déjà en 1536,. Après une longue période d'interruption, la production a redémarré en 1770 avant de s'arrêter de nouveau en 1791.
Le dernier maître-faïencier de la commune utilise de l'argile blanche qui provient d'un gisement situé entre Saint-Varent et Rigné.
De nos jours, sous l'impulsion de la communauté de communes du Thouarsais, la faïencerie a rouvert ses portes pour permettre l'insertion socioprofessionnelle de femmes en difficulté.

### Tuilerie-briqueterie
Grâce à son sol argileux, une tuilerie-briqueterie a pu se développer à Rigné. Elle compte, durant la première moitié du XIXe siècle, une dizaine d'employés.
De 1866 à sa fermeture en 1938, la tuilerie-briqueterie est gérée par la famille Debœuf.

### Logis de Laudairie
Le Logis de Laudairie (ou Château Laudérie), situé dans le bourg du Ruault, est une gentilhommière qui appartenait (depuis environ 1805) à Ange-Achille-Charles de Brunet, comte de Neuilly (1777-1863), fils naturel du comte d'Artois, (futur roi Charles X) qui en avait fait son écuyer cavalcadour (chef des écuries du roi). Le logis passa ensuite entre les mains de son gendre Charles-Léonce Durant de La Pastellière (marié à la quatrième fille du comte : Caroline Félicité). À proximité du logis, en surplomb du ruisseau du Grollier, un four à chaux appartenait également au comte de Neuilly qui l'avait fait construire afin que les agriculteurs de la commune puissent chauler leurs champs.

### Église Saint-Hilaire
L'église paroissiale Saint-Hilaire de Rigné date du XVe siècle,,. Restaurée en 2005, elle dispose de vitraux modernes.

## Personnalités liées à la commune
- Ange-Achille-Charles de Brunet (1777-1863), comte de Neuilly, ancien colonel de cavalerie[22], maire de Rigné de 1826 à 1848. Fils naturel de Charles X[16], il est l'auteur de Dix années d'émigration. Souvenirs et correspondance du comte de Neuilly (1865). Il habitait le Logis de Laudairie au Ruault de Rigné et est enterré dans la commune. Sa mère était Rosalie de Beauchamp, née à Monaco, lectrice de Marie-Antoinette alors qu'elle était Dauphine de France.
- Marie-Anne Joséphine Leblois, fille de Michel-Joseph Leblois et épouse d'Ange-Achille de Brunet de Neuilly, est également décédée et enterrée à Rigné.

## Galerie

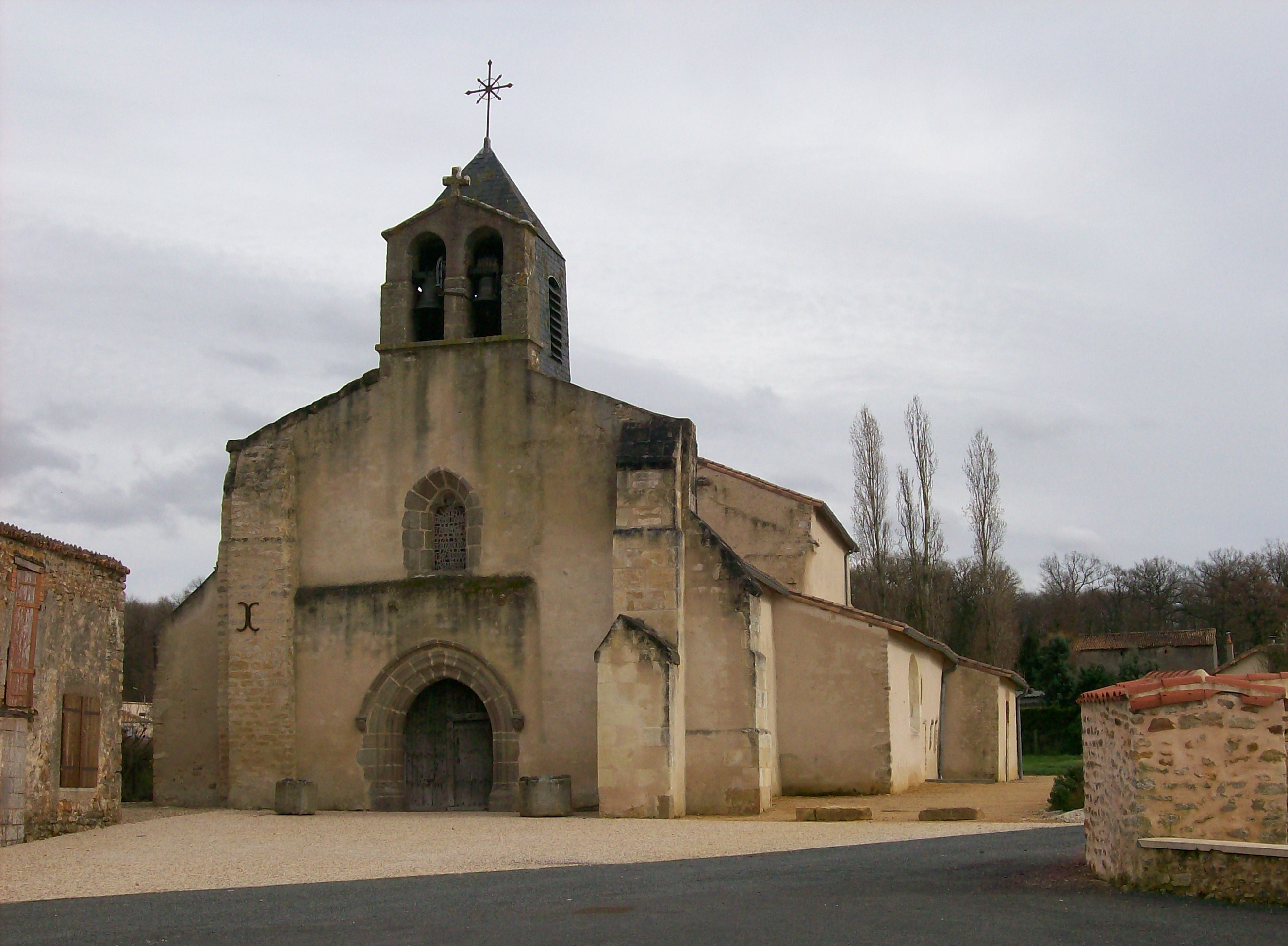
Église Saint-Hilaire.
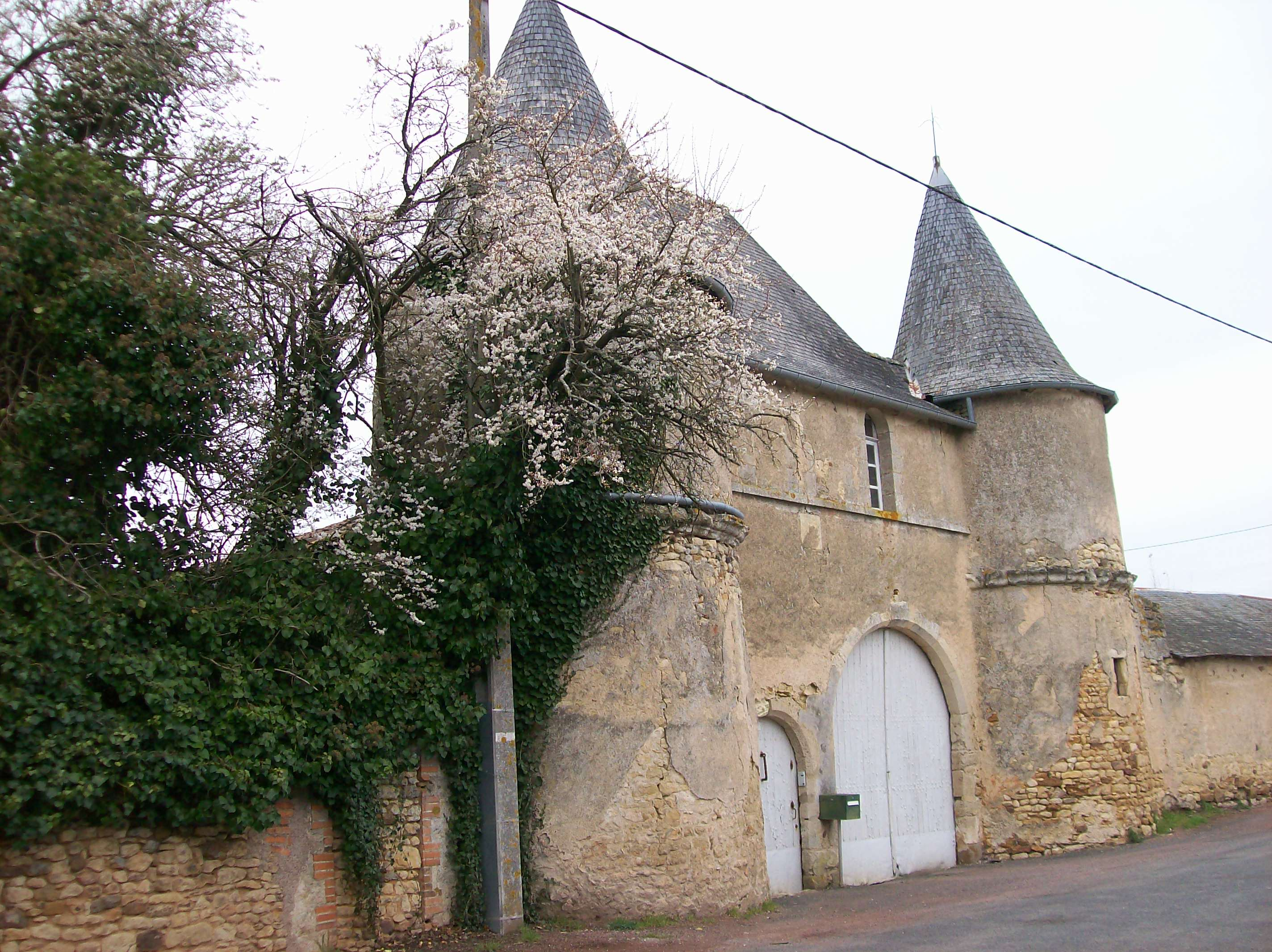
Entrée du Logis de Laudairie.